# Åhlens, Halmstad
Åhlénshuset (fastighet Valdemar Atterdag 18) är en varuhusbyggnad i centrala Halmstad. Åhléns via dess föregångare EPA har funnits på platsen sedan 1932, det nuvarande huset byggdes ursprungligen som ett EPA-varuhus 1968–1969.

## Föregångare
Den tomt där Åhlénshuset ligger motsvarar tidigare fastigheterna 115, 116, 117 och 118, där nummer 117 var den som låg i hörnet mot Stora torg.

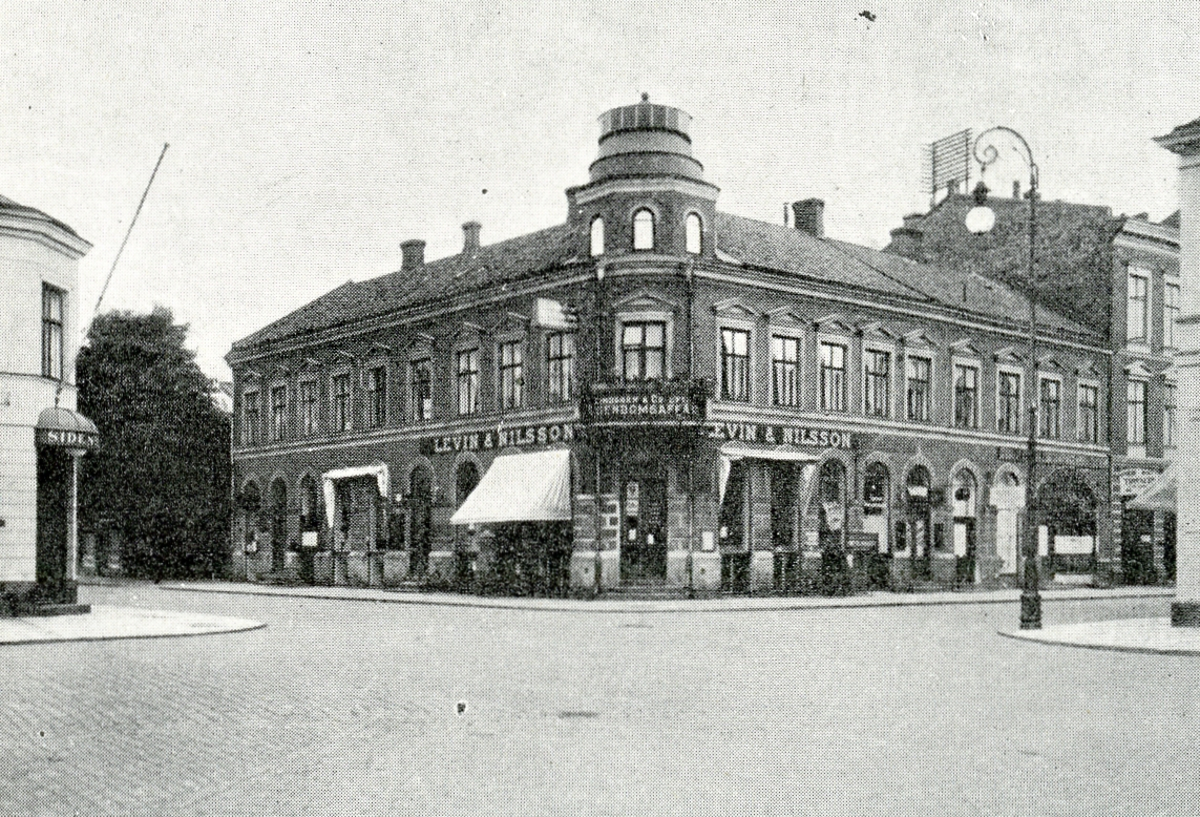
Bærtlingska huset.

### Bærtlingska huset
På 1870-talet uppfördes ett tvåvåningshus på tomten 117 i hörnet Brogatan-Köpmansgatan (då Västergatan och Västerlånggatan) vid Stora torg. Källarmästare Georg Bærtling sålde sin tomt vid torget i mars 1875 till bleckslagare Johan Seth. Seth började därefter bygga ett hus på tomten som den 29 januari 1876 köptes tillbaka av Bærtling. Efter hans död övertogs fastigheten 1887 av hans änka Hilda Bærtling.
Huset inhyste flera verksamheter genom åren:
- Hotell Central som drevs av Hilda Bærtling.[6]
- Halmstad Biograph-Teater, Halmstads första biograf som öppnade 1905 och stängde 1907.[6]
- Cykelhandlaren Levin & Nilsson,[6] 2025 alltjämt aktiv längre ner på gatan.
- Siverts fiskhall.[6]

Under 1927 satte Hallandsposten upp Halmstads första ljustidning på hörntornet. Den provkördes första gången den 26 november 1927.

### Centrum och Epa
Bærtlingska huset vid Brogatan 14 ersattes 1932 av en fyra våningar hög byggnad som kallades för Centrum. Det ritades i funktionalistisk stil av Uno Forthmeiier och Skånska Cementgjuteriet var huvudentreprenör. Fastighetsbolaget Forthmeiier & Co hade ett antal år tidigare övertagit såväl Bærtlingska huset som en del av granntomten i syfte att bygga större. När planerna konkretiserades under 1931 hade man redan knutit till sig Epa som hyresgäst. Planerna godkändes av byggnadsnämnden den 27 augusti 1931.
Halmstads EPA öppnade den 26 augusti 1932. Halmstad var således en relativt tidig etableringsort för kedjan. Utöver EPA innehöll huset när det var nytt även Siverts fiskhall, konditori Centrum och damklädaffären Argus. På andra våningen fanns kontor och mottagningar medan de tredje och fjärde var privatlägenheter.

## Nya EPA byggs
På 1960-talet byggde EPA nytt och större för att möte konkurrensen från nyetableringarna Domus och Tempo. Det gjordes i två faser där den första delen byggdes mot Klammerdammsgatan bredvid det gamla varuhuset. Det gamla varuhuset revs därefter och gjorde plats för andra fasen. Nybygget ritades av Arild Huitfeldt och Skånska Cementgjuteriet var återigen huvudentreprenör.
Utöver det gamla Epa-huset ersatte nybygget även övrig bebyggelse längs kvarterets sida mot Köpmansgatan samt en bit ner på Brogatan och Klammerdammsgatan. De första tomterna att köpas var Läderbolaget vid Brogatan och hörntomten vid Klammerdammsgatan där det Mellgrenska huset låg. Det föjdes av den Thornbergska fastigheten på Köpmansgatan 19 i januari 1962. I november 1963 var tomtköpen klara när man köpte Bageribolagets fastighet på Köpmansgatan 15-17.
Det gamla varuhuset stängde den 17 juni 1967 och nybygget mot Klammerdammsgatan öppnade den 19 juni 1967. Den 17 juni 1968 kunde den andra etappen invigas.

## Senare historik
EPA och Tempo hamnade senare under samma ägare och 1977 bestämdes det att det existerande Tempovaruhuset längre ner på Brogatan skulle läggas ner och att EPA-varuhuset skulle ta namnet Tempo. Inför detta byggde man om Epa och ökade försäljningsytan med 1000 kvadratmeter. Nyinvigningen som Tempo Stora Torg skedde den 30 mars 1978.
Likt resten av Tempokedjan bytte varuhuset namn till Åhléns den 21 september 1985. Åhléns Livs bröts ut till en egen verksamhet och nyöppnade som Hemköp den 27 oktober 1993. Det andra Åhlénsvaruhuset i Halmstad, Åhléns Öster, lades ner under 1993.

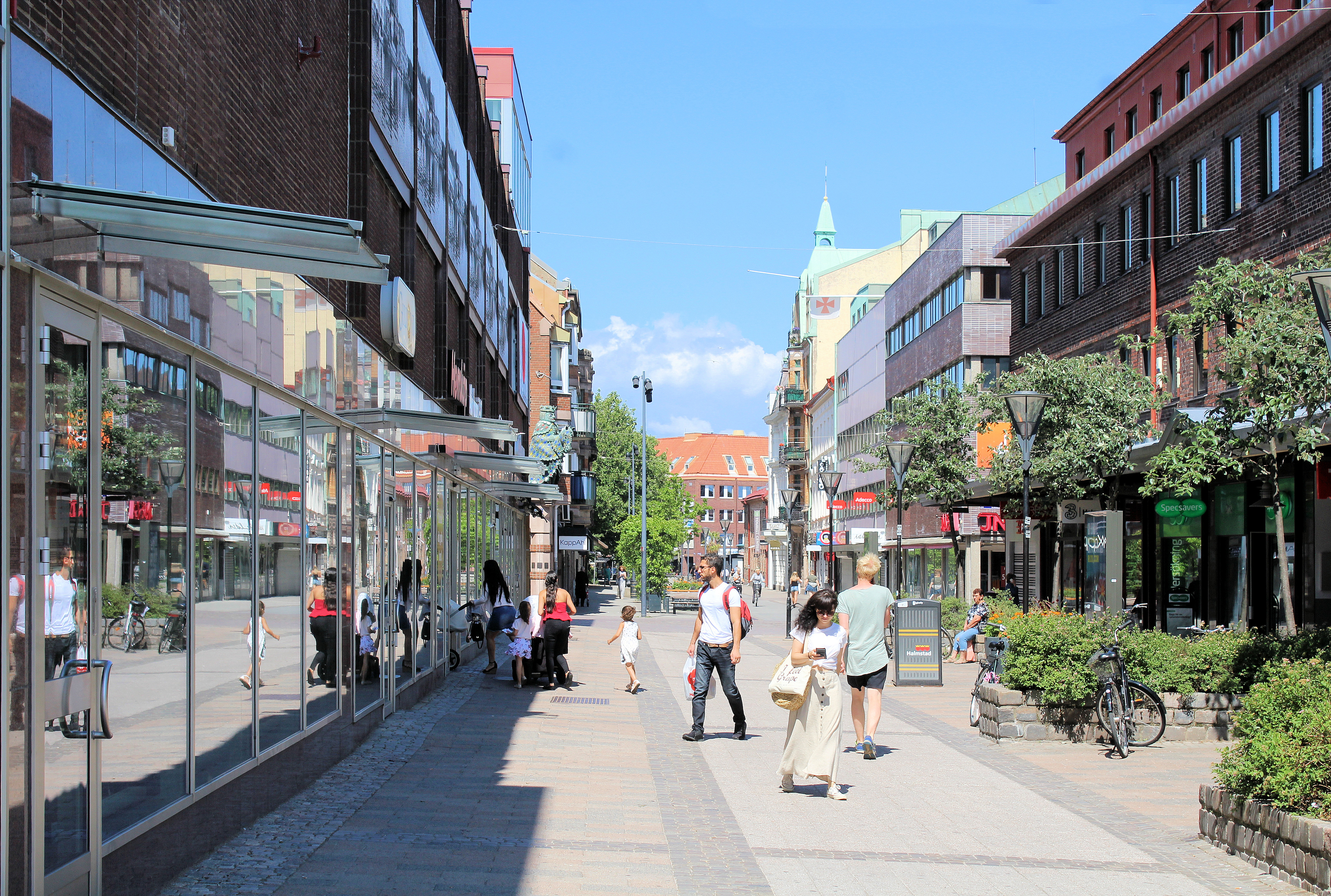
Köpmansgatan med Åhlénshuset närmast till vänster.

AxFast sålde fastigheten till Diligentia år 2007. De sålde vidare den till det lokala fastighetsbolaget Trelp år 2010.
Under 2013 genomförde Trelp en omfattande renovering av fastigheten som bland annat innebar nygestaltade entréhörn. Renoveringen försvårades av att man hittade asbest i bygget. Det gjorde att man stängde varuhuset i februari 2014 och nyöppnade den 18 juli 2014.
År 2016 sålde Trelp fastigheten till Cityfastigheter. Trelp ägde även Combihuset och Brogatan 13 och sålde dessa i samma affär.